# 史伝部 (大正蔵)
史伝部（しでんぶ）とは、大正新脩大蔵経において、仏教に関連した歴史伝承についての文献をまとめた領域のこと。
部派仏教の分裂や各部派の差異についての文献である『異部宗輪論』『十八部論』『部執異論』や、釈迦族、アショーカ王（阿育王）、馬鳴、龍樹、提婆、世親（婆藪槃豆）に関する伝承、更には、中国・朝鮮半島関連の文献（『歴代三宝紀』『高僧伝』『続高僧伝』『宋高僧伝』『三国遺事』等）までを含んでいる。
第21番目の部であり、収録されている典籍ナンバーは2026から2120まで。巻数では49-52巻にかけてに相当する。

## 構成

### 巻別
- 史伝部 （一） 第49巻 - No.2026-2039
- 史伝部 （二） 第50巻 - No.2040-2065
- 史伝部 （三） 第51巻 - No.2066-2101
- 史伝部 （四） 第52巻 - No.2102-2120

### 詳細
史伝部 （一） 第49巻 - No.2026-2039
- 2026.『撰集三蔵及雑蔵伝』
- 2027.『迦葉結経』
- 2028.『迦丁比丘説当来変経』
- 2029.『仏使比丘迦旃延説法没尽偈百二十章』
- 2030.『大阿羅漢難提蜜多羅所説法住記』
- 2031.『異部宗輪論』
- 2032.『十八部論』
- 2033.『部執異論』
- 2034.『歴代三宝紀』
- 2035.『仏祖統紀』
- 2036.『仏祖歴代通載』
- 2037.『釈氏稽古略』
- 2038.『釈鑑稽古略続集』
- 2039.『三国遺事』

史伝部 （二） 第50巻 - No.2040-2065
- 2040.『釈迦譜』
- 2041.『釈迦氏譜』
- 2042.『阿育王伝』
- 2043.『阿育王経』
- 2044.『天尊説阿育王譬喩経』
- 2045.『阿育王息壊目因縁経』
- 2046.『馬鳴菩薩伝』
- 2047.『龍樹菩薩伝』
- 2048.『提婆菩薩伝』
- 2049.『婆藪槃豆法師伝』
- 2050.『隋天台智者大師別伝』
- 2051.『唐護法沙門法琳別伝』
- 2052.『大唐故三蔵玄奘法師行状』
- 2053.『大慈恩寺三蔵法師伝』
- 2054.『唐大薦福寺故寺主翻経大徳法蔵和尚伝』
- 2055.『玄宗朝翻経三蔵善無畏贈鴻臚卿行状・大唐東都大聖善寺故中天竺国善無畏三蔵和尚碑銘』
- 2056.『大唐故大徳贈司空大辨正広智不空三蔵行状』
- 2057.『大唐青龍寺三朝供奉大徳行状』
- 2058.『付法蔵因縁伝』
- 2059.『高僧伝』
- 2060.『続高僧伝』
- 2061.『宋高僧伝』
- 2062.『大明高僧伝』
- 2063.『比丘尼伝』
- 2064.『神僧伝』
- 2065.『海東高僧伝』

史伝部 （三） 第51巻 - No.2066-2101
- 2066.『大唐西域求法高僧伝』
- 2067.『弘賛法華伝』
- 2068.『法華伝記』
- 2069.『天台九祖伝』
- 2070.『往生西方浄土瑞応伝』
- 2071.『浄土往生伝』
- 2072.『往生集』
- 2073.『華厳経伝記』
- 2074.『大方広仏華厳経感応伝』
- 2075.『歴代法宝記』
- 2076.『景徳伝燈録』
- 2077.『続伝燈録』
- 2078.『伝法正宗記』
- 2079.『伝法正宗定祖図』
- 2080.『伝法正宗論』
- 2081.『両部大法相承師資付法記』
- 2082.『冥報記』
- 2083.『釈門自鏡録』
- 2084.『三宝感応要略録』
- 2085.『高僧法顕伝』
- 2086.『北魏僧恵生使西域記』
- 2087.『大唐西域記』
- 2088.『釈迦方志』
- 2089.『遊方記抄』
- 2090.『釈迦牟尼如来像法滅尽之記』
- 2091.『燉煌録』
- 2092.『洛陽伽藍記』
- 2093.『寺塔記』
- 2094.『梁京寺記』
- 2095.『廬山記』
- 2096.『天台山記』
- 2097.『南嶽総勝集』
- 2098.『古清涼伝』
- 2099.『広清涼伝』
- 2100.『続清涼伝』
- 2101.『補陀洛迦山伝』

史伝部 （四） 第52巻 - No.2102-2120
- 2102.『弘明集』
- 2103.『広弘明集』
- 2104.『集古今仏道論衡』
- 2105.『続集古今仏道論衡』
- 2106.『集神州三宝感通録』
- 2107.『道宣律師感通録』
- 2108.『集沙門不応拝俗等事』
- 2109.『破邪論』
- 2110.『辯正論』
- 2111.『十門辯惑論』
- 2112.『甄正論』
- 2113.『北山録』
- 2114.『護法論』
- 2115.『鐔津文集』
- 2116.『辯偽録』
- 2117.『三教平心論』
- 2118.『折疑論』
- 2119.『寺沙門玄奘上表記』
- 2120.『代宗朝贈司空大辨正広智三蔵和上表制集』